# Palazzo Soranzo Piovene
Palazzo Soranzo Piovene è un palazzo di Venezia, sito nel sestiere di Cannaregio ed affacciato sul Canal Grande tra Palazzo Molin Erizzo e Palazzo Emo, oggi sede della Guardia di Finanza.

## Storia
L'edificio risale, stilisticamente, ai primi decenni del XVI secolo. Il palazzo venne acquisito dai Soranzo e passò ai Piovene per via del matrimonio tra Cecilia Soranzo e Girolamo Piovene, celebrato nel 1760. Oggi è in parte sede del Comando Interregionale per l'Italia Nord Orientale della Guardia di Finanza, che occupa il piano nobile e il mezzanino. La parte restante del palazzo, sviluppata al secondo piano nobile ed attorno al cortile centrale e sul retro di questo, è costituita da residenze private.

## Architettura
Il progetto è tradizionalmente attribuito a Sante Lombardo. Il fronte principale è caratterizzato dalla sovrapposizione di due trifore, affiancate sulla destra da due monofore e sulla sinistra da una sola. Questo elemento è piuttosto anomalo, se raffrontato al modello offerto dalla maggior parte degli edifici veneziani, che rispettano la tripartizione simmetrica sia in verticale che in orizzontale. Troviamo sempre in facciata sei decorazioni a targhe o cerchi incorniciati.
All'interno, notevoli sono l'atrio e la scala. Nel portego del piano terra si trova un piccolo teatro. Il palazzo è arricchito da un cortile interno con pozzo, sul retro del quale si sviluppa una seconda ala. È presente anche un giardino.